# Juan Martín Cabet
Juan Martín Cabet (Isla Cristina, enero de 1841 - 4 de noviembre de 1934), empresario andaluz de origen isleño y ascendencia catalana, introdujo en Andalucía y en España el arte de la tarrafa, aunque su introducción en Galicia debió esperar a 1902, y la propulsión a vapor en los barcos de pesca de su propia flota en Isla Cristina. De esta forma se ampliaban los caladeros al no estar circunscrita la zona de pesca al área cercana a la costa. Fue el primer armador de Isla Cristina. Fue asimismo el primer armador en usar hacia 1919 la iluminación eléctrica en Isla Cristina en uno de sus barcos de pesca a vapor. También se le conoce con la castellanización de su segundo apellido, Juan Martín Cabot.

## Biografía
La familia Cabet es originaria de Mataró, en Barcelona, al igual que buena parte de la población isleña de la época. Aparece inscrita por primera vez en el padrón de La Higuerita (actual Isla Cristina) en 1824 aunque hay presencia en la costa onubense desde unos 30 años antes. El dato más antiguo en la provincia de Huelva sitúa a Fidel Cabet en una nota de escribanía de marina el 18 de julio de 1773 sobre afianzamiento por sal. Los orígenes bien conocidos en Isla Cristina están en su bisabuelo, Juan Martín Faló, alcalde de Isla Cristina en el año 1800 y cuyo padre había llegado a La Higuerita desde Reus.
Sus padres eran Juan Martín Martorell, marinero nacido en La Higuerita y con ascendencia por parte de su bisabuelo por línea paterna de Reus, y Josefa Cabet Martín-Montoya, ella era natural de La Higuerita aunque fue bautizada en la parroquia de Las Angustias hacia 1820 (según fuentes, en 1810) y cuyo padre era oriundo de Mataró. Sus padres se casaron el 5 de junio de 1837, teniendo siete hijos: María del Rosario, Juan, José, María del Carmen, Fidel, Manuel y Ramón. Juan fue bautizado el 17 de enero de 1841, aunque hay fuentes que sitúan su nacimiento un año más tarde, en la antigua parroquia de Los Dolores de Isla Cristina.
Casó con Manuela Rodríguez Zornoza, natural de Gibraleón, con quien tuvo seis hijos, Juan, Blanca, Antonia Pastora, Emilia, Mercedes y Manuel (Isla Cristina, 1880/5-1929). Ambos contrajeron matrimonio canónico el 22 de diciembre de 1872, en la época en que su domicilio parental estaba situado en la plaza de la Constitución en Isla Cristina, hoy plaza de las Flores tras su ampliación por la destrucción durante la guerra civil de la parroquia. Posteriormente celebraron boda civil el 24 de junio de 1873. Situaron el domicilio conyugal en la calle Conde número 1.  Actualmente una placa lo recuerda.
Hacia 1888, tras un viaje de negocios a Boston donde había recogido información sobre las modernas artes de pesca de la época, introduce en la flota pesquera andaluza la tarrafa, un arte de cerco que aplicaría a su propia flota y con el que conseguiría grandes éxitos en las capturas. En 1892 crearía la primera fábrica conservera de Isla Cristina, inicio de lo que se convertiría en la fuerte industria de los años 1920 y aún, aunque con menos cuota de mercado, en el siglo XXI. Posteriormente, se llegarían a duplicar entre 1910 y 1911, tras la motorización de la tarrafa, las capturas de sardina en la provincia. Los galeones adaptados con el arte de la tarrafa tenían entre 8 y 10 Tm, aunque los últimos construidos tenían más de 18. Se enarbolaban con una vela latina con algún martillo y necesitaban cuatro o cinco embarcaciones auxiliares para desplegar sus artes de pesca, siendo necesarios hasta 90 hombres para todo el conjunto de galeón y auxiliares. De éstos llegaron a existir 60 y hasta bien entrada la década de 1910, cuando se modernizó la flota, siendo una vez más Martín Cabet quien introdujo la iluminación eléctrica en uno de sus nuevos barcos a vapor.
Por sus aportaciones al sector pesquero recibió la Medalla del Trabajo. Sus últimos años los pasó igualmente en Isla Cristina, donde falleció el 4 de noviembre de 1934.

### Influencia
La introducción del arte de cerco conocido como tarrafa en Andalucía permitió un impulso importantísimo al alcance y al volumen de capturas, especialmente de la flota isleña. Con esta técnica, además, daba un rodeo al tratado que firmaron España y Portugal en 1893 por el cual los barcos españoles se comprometían a no navegar por las aguas jurisdiccionales portuguesas, permitiendo faenar con las redes de este arte de pesca en aguas lejanas sin necesidad de que el barco propiamente navegara por las aguas explotadas. También fue quien introdujo en Isla Cristina la aplicación de técnicas conserveras a los productos de la pesca, con los cuales se comenzaría a exportar a regiones vecinas e incluso al cabo de un corto tiempo, se iniciaría la exportación al gran cliente que supuso para la economía isleña Italia, entre otros.
Las confrontaciones con el país vecino han continuado con posterioridad hasta épocas recientes, con los tratados supranacionales de pesca y las cuotas de mercado impuestas por la Unión Europea.